# Saen Mueang Ma
Saen Mueang Ma (auch: Saenmueangma; Thai: แสนเมืองมา, etwa 100.000 Länder kommen; † 1401) war zwischen 1385 und 1401 der 7. König der Mengrai-Dynastie von Lan Na in Nord-Thailand. Der Name ist eine Anspielung auf die zahlreichen Ehrengaben, die sein Vater Kue Na anlässlich seiner Geburt aus vielen Territorien Südostasiens und Chinas erhalten hatte.
Nach dem Tod seines Vaters bestieg Saen Mueang Ma 1385 den Thron und musste sich zunächst seines Onkels Thao Maha Phrom erwehren, der als Herrscher über Chiang Rai eingesetzt war und versuchte, die Hauptstadt Chiang Mai einzunehmen. Er hatte sich nach Ayutthaya an König Borommaracha I. um Hilfe gewandt, dessen Truppen 1386 im Norden eintrafen und vergeblich versuchten, Lampang einzunehmen und zu plündern. Maha Phrom brach später mit Ayutthaya, und Saen Mueang Ma sandte ihn als Verwalter nach Chiang Rai zurück.
1387 erreichte ein Hilfeersuchen von Sukhothai Lan Na, doch wandten sich die Truppen von Sukhothai wenig später gegen Lan Na. So oft es ging, versuchte Saen Mueang Ma, sein Reich nach Süden auszudehnen. Schließlich beendete er alle Kriegshandlungen und wandte sich der Religion zu. 1391 ließ er den Wat Chedi Luang errichten. Später ordnete er die Vergoldung der Stupa des Wat Phrathat Hariphunchai mit 252 kg Gold an.
Saen Mueang Ma starb 1401 in Chiang Mai. Ihm folgte sein 1389 geborener Sohn Sam Fang Kaen nach.